# Antony Armstrong-Jones
Antony Charles Robert Armstrong-Jones, 1. hrabia Snowdon (ur. 7 marca 1930 w Londynie, zm. 13 stycznia 2017 tamże ) – brytyjski fotograf i twórca filmów dokumentalnych nagrodzony nagrodą Emmy, który zasiadał w Izbie Lordów jako lord (par) dożywotnio mianowany przez królową w 1999. W latach 1960–1978 był żonaty z brytyjską księżniczką Małgorzatą, siostrą królowej Elżbiety II.

## Życiorys

### Wczesne lata życia
Był jedynym synem prawnika Ronalda Armstrong-Jonesa (1899–1966) i jego pierwszej żony, salonowej piękności, Anne Messel (1902–1992, później hrabiny Rosse). Snowdon miał korzenie walijskie i niemiecko-żydowskie. Jego pradziadek ze strony matki, Linley Sambourne (1844–1910), był rysownikiem magazynu Punch, jego prawuj, Alfred Messel, był znanym berlińskim architektem. Brat jego matki, Oliver Messel, był jednym z czołowych scenografów XX wieku.

### Kariera
Zanim ukończył Eton College oraz Jesus College (Uniwersytet w Cambridge) , gdzie studiował architekturę, Armstrong-Jones zrobił karierę jako fotograf modowy. Został znanym i cenionym portrecistą, zasłynął stworzeniem wizerunków swojej przyszłej szwagierki Elżbiety II i księcia Edynburga w czasie ich podróży do Kanady w 1957.
Na początku lat 1960. został redaktorem ds. zdjęć The Sunday Times Magazine i w latach 70. zyskał reputację jednego z najlepszych i najbardziej prominentnych brytyjskich fotografów. Mimo że jego twórczość dotyczy wszystkich dziedzin, od mody przez miejskie życie po cierpienie, największą sławę przyniosły mu portrety światowych notabli (National Gallery posiada kolekcję ponad 100 prac Snowdona), które były publikowane m.in. w Vogue, Vanity Fair, the Daily Telegraph. Uwiecznił Davida Bowie, Barbarę Cartland, Laurence'a Oliviera, Anthony'ego Blunta, J.R.R. Tolkiena.
W 2001 Armstrong-Jones miał wystawę retrospektywną swoich prac w londyńskiej Narodowej Galerii Portretów, pt. Photographs by Snowdon: A Retrospective, z którą podróżował do Yale Center for British Art (Centrum Sztuki Brytyjskiej na Uniwersytecie Yale).
W latach 1960–1963, wraz z Frankiem Newbym i Cedrikiem Price'em, zaprojektował ptaszarnię londyńskiego zoo.

### Parostwo
16 listopada 1999 został baronem Armstrong-Jonesem, dożywotnim członkiem Izby Lordów (ang. life peer). 31 marca 2016 zrezygnował z członkostwa w Izbie.

## Życie prywatne

### Pierwsze małżeństwo
26 lutego 1960 zaręczył się z Małgorzatą, siostrą królowej i księżniczką Zjednoczonego Królestwa z rodu Windsorów. Pobrali się 6 maja 1960 w opactwie westminsterskim. Gdy oczekiwali narodzin pierwszego dziecka, konsternacja z powodu narodzin potomka księżniczki bez żadnego tytułu spowodowała, że 6 października 1961 nadano Antony’emu Armstrong-Jonesowi tytuły hrabiego Snowdon oraz wicehrabiego Linley z Nymans w hrabstwie Sussex. Tytuł Snowdon ma wielowiekowe powiązania z rodziną królewską, był noszony przez ród walijskich książąt Gwyneddów. Tytuł dodatkowy Linley odnosi się do  pradziadka Armstrong-Jonesa, Linleya Sambourne, a Nymans do posiadłości rodziny Messel w zachodnim Sussex.
Lord Snowdon miał z księżniczką Małgorzatą dwoje dzieci: Davida, wicehrabiego Linley (ur. 3 listopada 1961) i lady Sarah Chatto (ur. 1 maja 1964).
Małżeństwo fotografa z brytyjską księżniczką było przyczyną wielu skandali i kontrowersji. Para rozwiodła się w 1978. Jako małżonek księżniczki z królewskimi honorami był członkiem brytyjskiej rodziny królewskiej.

### Drugie małżeństwo
Po rozstaniu z Małgorzatą lord Snowdon poślubił 15 grudnia 1978 Lucy Lindsay-Hogg (córkę Donalda Brook Daviesa), byłą żonę reżysera Michaela Lindsaya-Hogga. Ich jedyne dziecko, Frances Armstrong-Jones, urodziło się 7 miesięcy później (17 lipca 1979). Rozwiedli się w 1999, po skandalu wywołanym narodzinami Jaspera Williama Olivera Cable-Alexandra (30 kwietnia 1998), którego lord Snowdon miałby być ojcem, a matka – Melanie Cable-Alexander – była redaktorką magazynu Country Life.

## Tytuły i odznaczenia

### Tytulatura
- Antony Armstrong-Jones, Esq. (Esquire) (7 marca 1930 – 6 października 1961)
- The Rt Hon. The Earl of Snowdon (Wielce Honorowy hrabia Snowdon) (6 października 1961 – 7 lipca 1969)
- The Rt Hon. The Earl of Snowdon, GCVO (od 7 lipca 1969)

### Odznaczenia
- Królewski Order Wiktoriański (Kawaler Wielkiego Krzyża – Knight Grand Cross or Dame Grand Cross GCVO)